# Rio Amanguijá
O rio Amanguijá é um curso de água que banha o estado de Mato Grosso do Sul, no Brasil. É um afluente da margem esquerda do rio Paraguai.